# 배낭

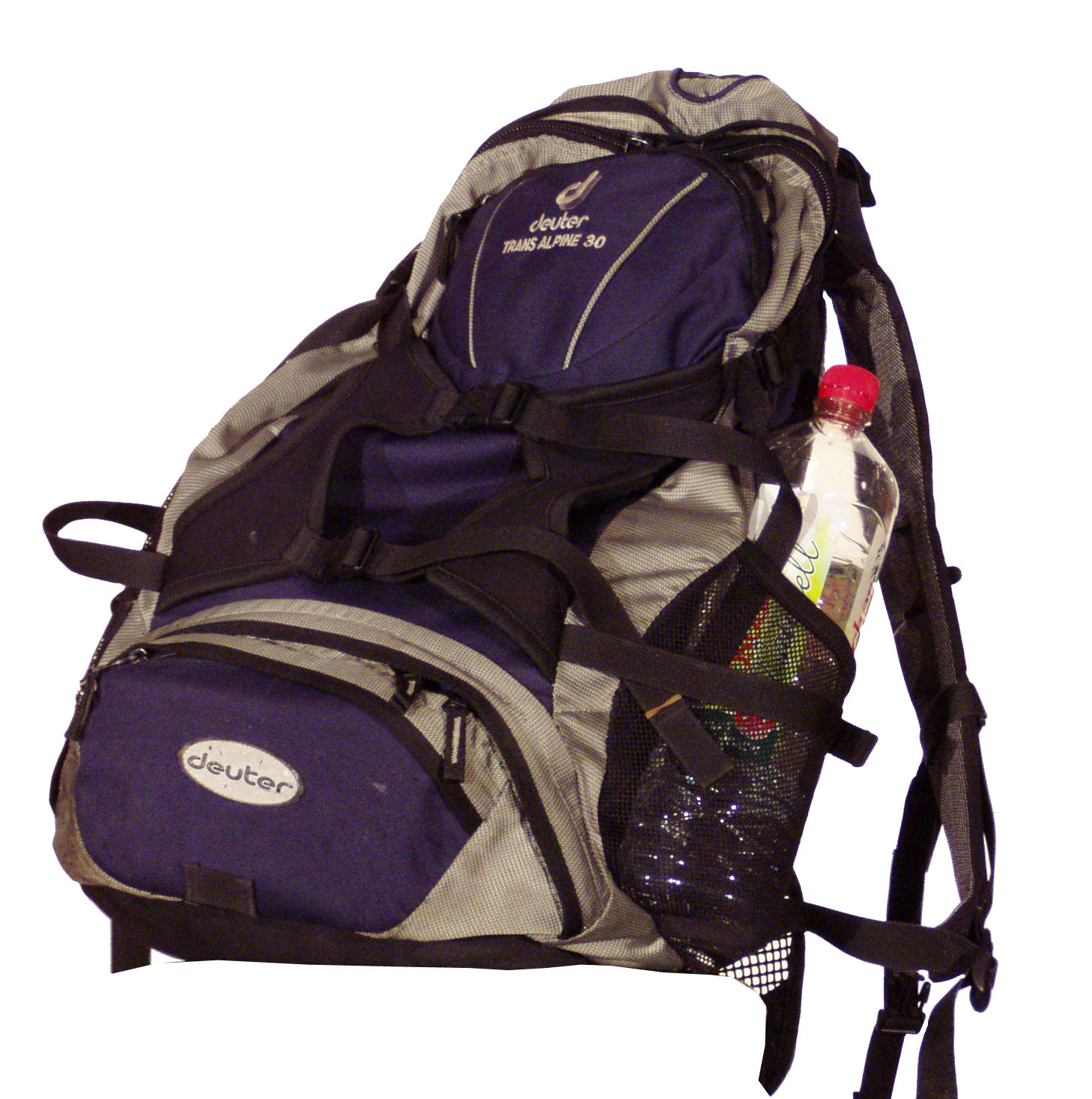
30L 상하로딩 Deuter Trans Alpine 등산 배낭

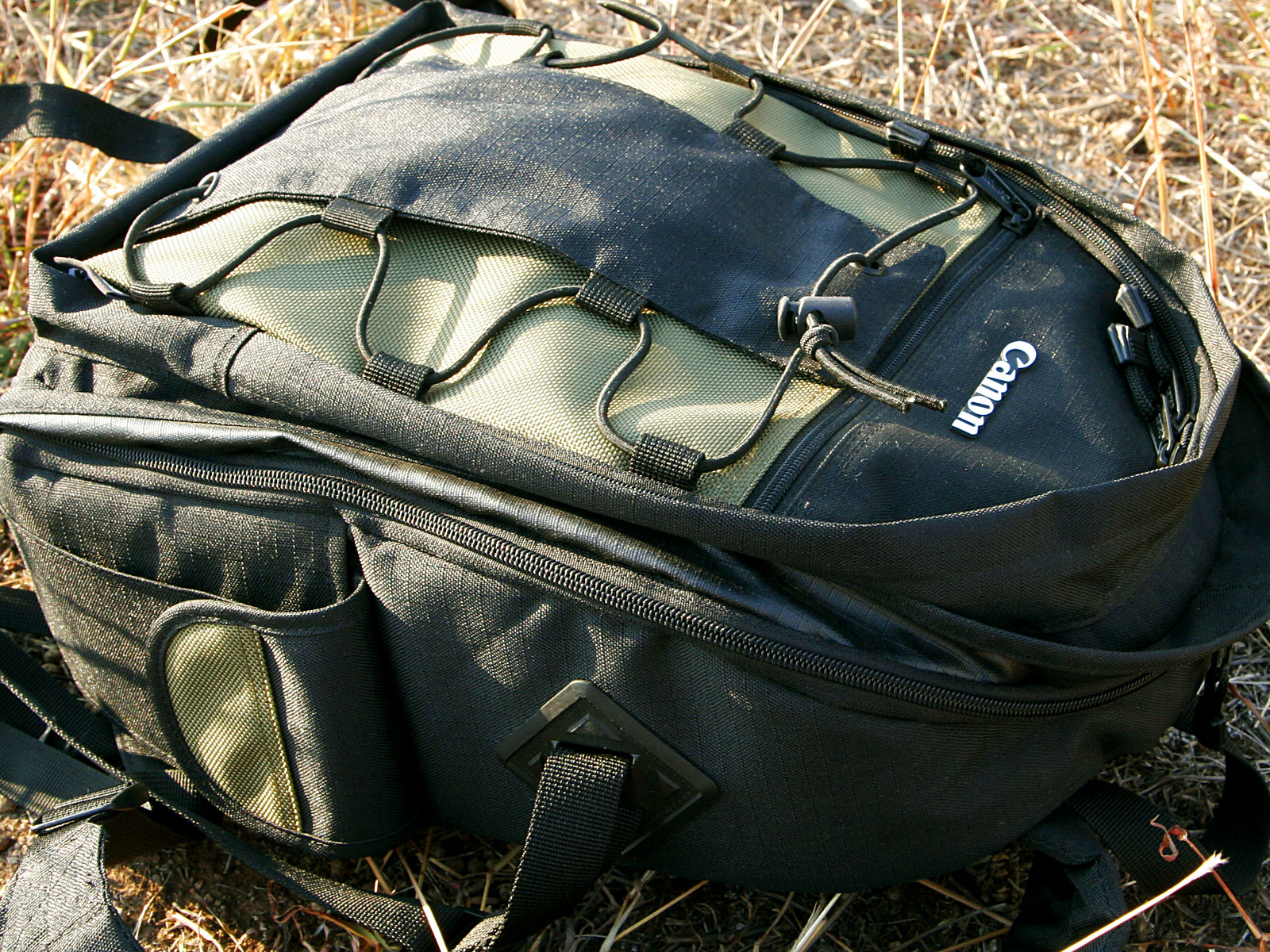
12L 전면 장착 캐논 200EG 사진 백팩

배낭(背囊) 또는 백팩(backpack), 륙색(rucksack, 럭색)은 물건을 넣어서 등에 질 수 있도록 헝겊이나 가죽 따위로 만든 주머니로, 가방의 한 종류이다. 오늘날에는 대부분 비닐, 나일론제 등의 화학섬유로 만든다.
배낭은 일반적으로 등산객과 학생이 사용하며 무거운 물건을 손에 들고 장시간 운반할 수 있는 용량이 제한되어 있기 때문에 무거운 짐을 운반하거나 모든 종류의 장비를 운반할 때 핸드백보다 선호되는 경우가 많다.
10kg(22lb) 이상의 짐을 운반하는 데 사용되는 대형 배낭과 소형 스포츠 배낭(예: 달리기, 사이클링, 하이킹, 수분 공급)은 일반적으로 무게의 가장 큰 부분(최대 약 90%)을 패딩 처리한 배낭에 싣는다. 엉덩이 벨트, 어깨 끈은 주로 하중 안정화를 위해 남겨 둔다. 엉덩이가 어깨보다 강해지기 때문에 무거운 짐을 지탱할 수 있는 가능성이 향상되고, 짐이 착용자의 무게 중심에 더 가까워지기 때문에 민첩성과 균형감도 향상된다.

## 일상 용도
데이팩(daypack)은 하루 하이킹이나 하루 동안의 기타 활동에 충분한 내용물을 담을 수 있는 더 작고 프레임이 없는 배낭이다. 풀 사이즈 침낭과 배낭 텐트를 사용하는 일반적인 야생 배낭 여행에는 충분하지 않지만 초경량 배낭 여행에는 충분히 클 수 있다. 몸 전체에 무게를 분산시키기 위해 패딩 처리되거나 패딩 처리되지 않은 허리 스트랩이 제공될 수 있다.
많은 국가에서 배낭은 학생들과 밀접하게 연관되어 있으며 학교에서 교육 자료를 운반하는 주요 수단이다. 이러한 맥락에서 책가방 또는 책가방이라고도 한다. 적절하게 세련되고 매력적이며 유용한 배낭을 구입하는 것은 많은 학생들에게 중요한 개학 의식이다.
일반적인 책가방에는 일반적으로 야외 스타일 배낭의 견고한 프레임이 부족하며 기본 보관함 외에 전면에 몇 개의 주머니만 포함되어 있다. 전통적으로 디자인이 매우 단순하지만 학교 배낭은 패딩 처리된 어깨 끈과 등받이뿐만 아니라 많은 양의 무거운 교과서를 담을 수 있는 추가 보강재와 배낭 착용자가 배낭을 착용한 사람이 더 잘 보이도록 반사 패널과 같은 안전 기능으로 만들어지는 경우가 많다.
배낭은 때로는 지갑과 같은 기능을 수행하는 패션 액세서리로 착용되기도 한다. 여성을 위해 특별히 설계된 일부 배낭은 일반적인 지갑보다 크지 않으며 일반적으로 젊은 여성과 관련이 있다.

## 같이 보기
- 더플백
- 웨이스트백